# Череми (село)
Череми (груз. ჭერემი) — село в Грузии. Находится в Гурджаанском муниципалитете края Кахетия. Высота над уровнем моря составляет 1000 метров. Население — 28 человек (2014).